# Chancel Massa
Daniel Chancel Massa Mohikola (ur. 28 sierpnia 1985 w Brazzaville) – kongijski piłkarz grający na pozycji bramkarza. Od 2021 jest zawodnikiem klubu AC Léopards.

## Kariera klubowa
Swoją karierę piłkarską Massa rozpoczął w klubie Patronage Sainte-Anne. W jego barwach zadebiutował w 2005 roku w kongijskiej lidze. W 2008 roku przeszedł do CSMD Diables Noirs. W 2009 roku wywalczył z nim mistrzostwo kraju, a w 2010 roku został piłkarzem AC Léopards. W 2010 i 2011 roku zdobył z nim dwa Puchary Konga oraz wywalczył dwa wicemistrzostwa tego kraju. W latach 2012–2013 ponownie grał w CSMD Diables Noirs. W 2014 wrócił do AC Léopards. W 2014 i 2015 roku wywalczył z nim mistrzostwo kraju. W 2016 przeszedł do CARA Brazzaville. W sezonie 2018/2019 grał w AS Otohô, z którym został mistrzem kraju. W 2019 przeszedł do Étoile du Congo. W 2021 wrócił do AC Léopards. W sezonie 2023/2024 został z nim mistrzem kraju.

## Kariera reprezentacyjna
W reprezentacji Konga Massa zadebiutował 7 marca 2007 w zremisowanym 2:2 meczu Igrzysk Afryki Środkowej z Gabonem. W 2015 roku został powołany do kadry na Puchar Narodów Afryki 2015. Był na nim rezerwowym bramkarzem i nie wystąpił w żadnym meczu.